# لوله‌ده
لوله ده، روستایی است از توابع بخش نشتا شهرستان تنکابن در استان مازندران ایران.

## جمعیت
این روستا در دهستان تمشکل قرار دارد و براساس سرشماری مرکز آمار ایران در سال ۱۳۸۵، جمعیت آن ۴۱۸ نفر (۱۱۴خانوار) بوده‌است.

## نگارخانه

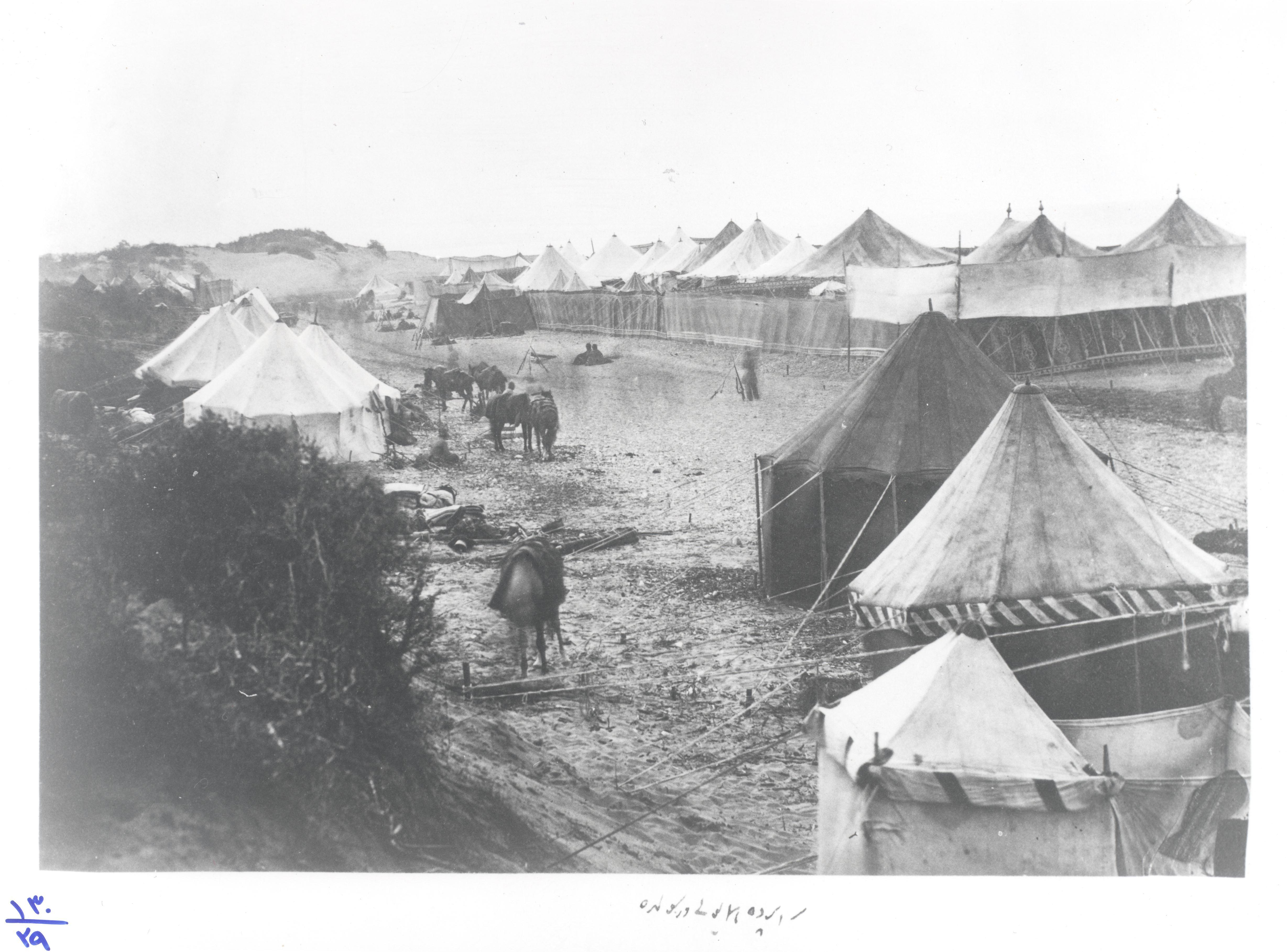
اردوی ناصرالدین‌شاه در لولده، سال ۱۲۶۵ خ
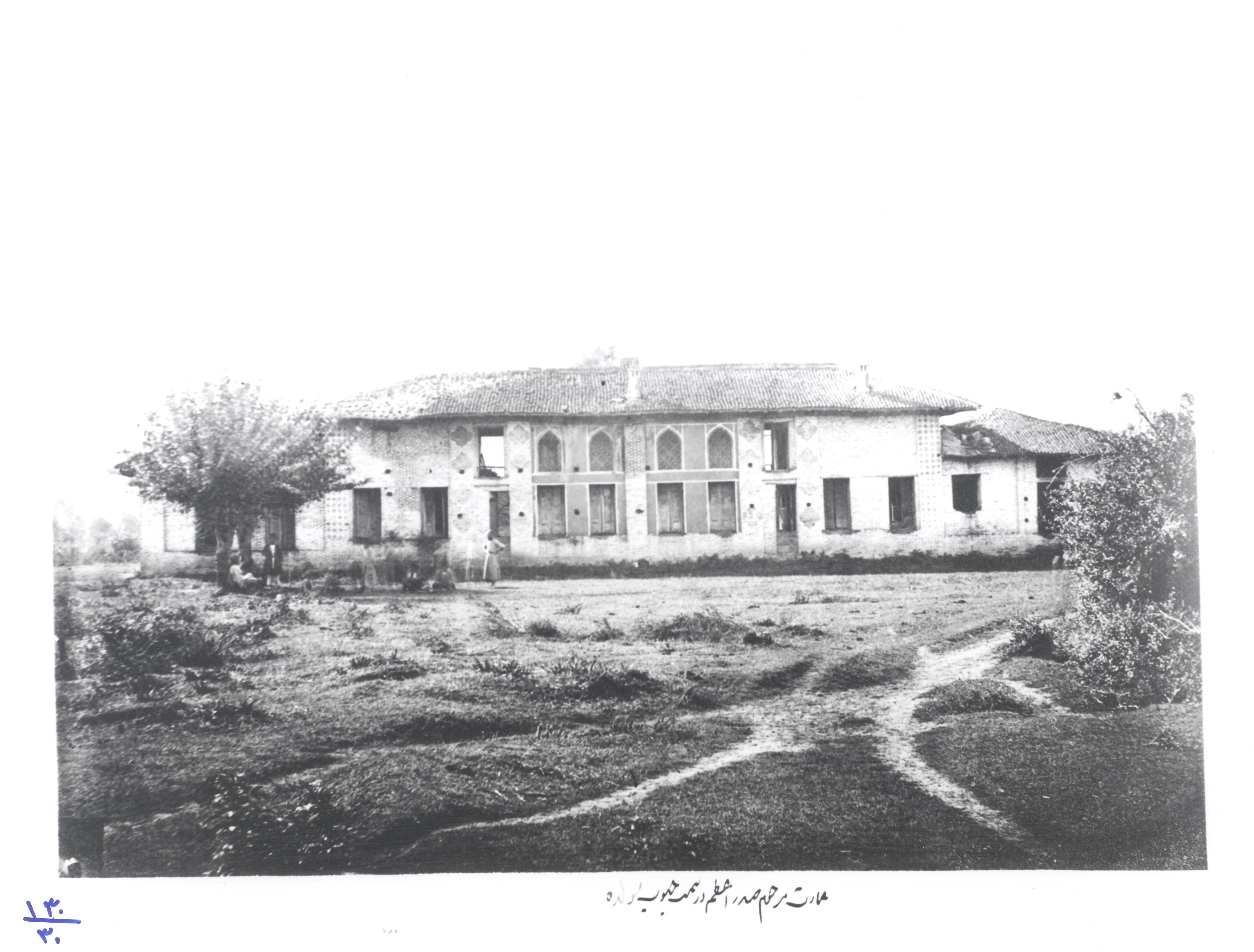
عمارت صدراعظم در لولده، سال ۱۲۵۴ خ
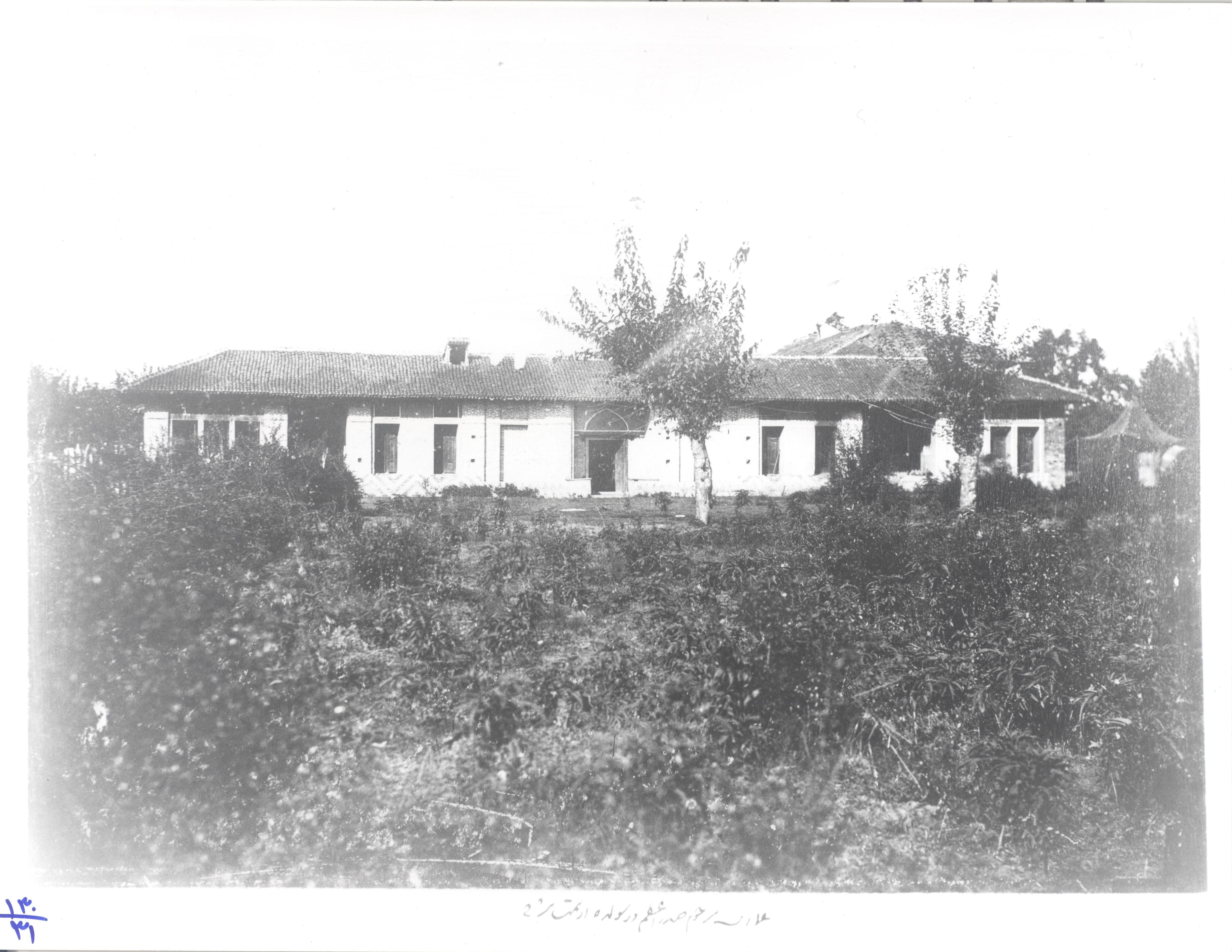
عمارت صدراعظم در لولده، سال ۱۲۵۴ خ
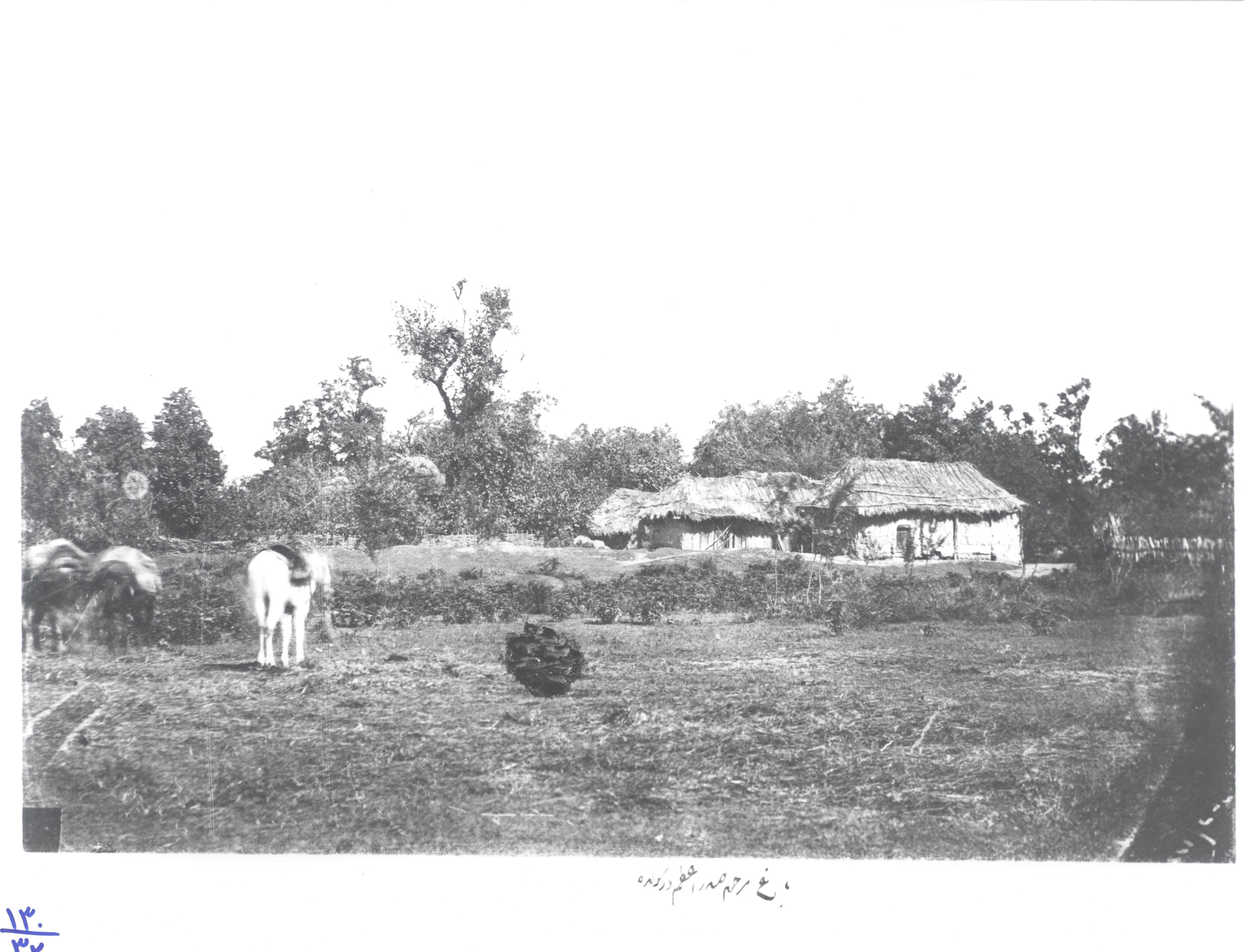
باغ صدراعظم در لولده، سال ۱۲۵۴ خ